# Cine Rio Palace

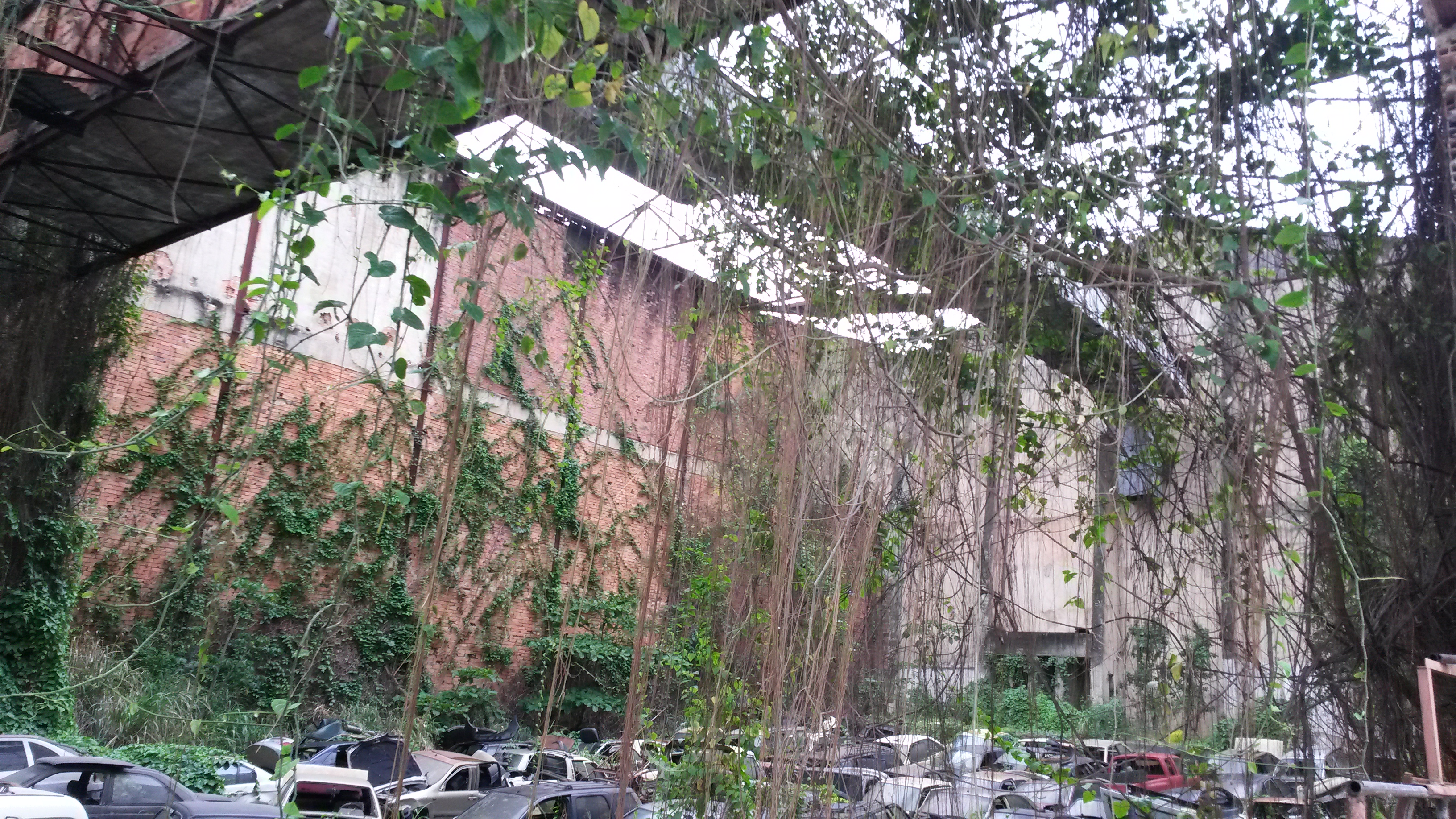
Cine Rio Palace - 2020

Cine Rio Palace foi uma sala de cinema do Rio de Janeiro, inaugurado na em 1962 com 3000 assentos. Este elevado numero de assentos o rendeu o titulo de Maior Cinema da America Latina e um dos maiores do mundo, maior inclusive que o Le Grand Rex.

## Histórico
Inaugurado no bairro de Ramos, na cidade do Rio de Janeiro,  em 7 de dezembro de 1962, as 21hs. A sessão inaugural foi patrocinada pela Sra Carlos Lacerda, em benefício da Fundação Otávio Mangabeira com um filme selecionado pela Companhia Cinematográfica Franco Brasileira.
A construçao foi precursora no Rio de Janeiro de várias inovações hoje comuns nas salas de cinema:
1. O Cinema foi construido em um ambiente compartilhado com diversas atividades comerciais na forma de uma galeria em sua porta, sendo o primeiro a conjugar em uma unica edificação o cinema e lojas comerciais.
2. Foi o primeiro do Rio de Janeiro a usar uma tela em formato Widescreem, na epoca batizado de CinemaScope - VistaVision
3. Foi o primeiro do Rio de Janeiro a ter Ar-condicionado

Para tantas inovações, parte de sua estrutura foi importada da Europa, incluindo suas vigas em aço que vieram da França.
Hoje o cinema está abandonado, mas ainda é possível ver a estrutura do ar condicionado e o imponente tamanho da estrutura da sala de exibição.